# نشریه توسعه خاورمیانه
نشریه توسعه خاورمیانه یک نشریه دانشگاهی دوسالانه با داوری همتا است که مطالعات خاورمیانه از جمله اقتصاد کاربردی، علوم سیاسی و جامعه‌شناسی خاورمیانه را پوشش می‌دهد. این نشریه در سال ۲۰۰۹ تأسیس شد و توسط راتلج به نمایندگی از انجمن تحقیقات اقتصادی منتشر می‌شود.

## چکیده و نمایه سازی
این مجله در پایگاه‌های اطلاعاتی ابسکو، اکونلیت، , و اسکوپوس، چکیده و نمایه شده است. بر اساس گزارش‌های استنادی مجله، این مجله دارای ضریب تأثیر 2022 xx است